# Marina Seresesky
 (mai 2025).
La mise en forme du texte ne suit pas les recommandations de Wikipédia : il faut le « wikifier ».
Les points d'amélioration suivants sont les cas les plus fréquents. Le détail des points à revoir est peut-être précisé sur la page de discussion.
- Les titres sont pré-formatés par le logiciel. Ils ne sont ni en capitales, ni en gras.
- Le texte ne doit pas être écrit en capitales (les noms de famille non plus), ni en gras, ni en italique, ni en « petit »…
- Le gras n'est utilisé que pour surligner le titre de l'article dans l'introduction, une seule fois.
- L'italique est rarement utilisé : mots en langue étrangère, titres d'œuvres, noms de bateaux, etc.
- Les citations ne sont pas en italique mais en corps de texte normal. Elles sont entourées par des guillemets français : « et ».
- Les listes à puces sont à éviter, des paragraphes rédigés étant largement préférés. Les tableaux sont à réserver à la présentation de données structurées (résultats, etc.).
- Les appels de note de bas de page (petits chiffres en exposant, introduits par l'outil «  Source ») sont à placer entre la fin de phrase et le point final[comme ça].
- Les liens internes (vers d'autres articles de Wikipédia) sont à choisir avec parcimonie. Créez des liens vers des articles approfondissant le sujet. Les termes génériques sans rapport avec le sujet sont à éviter, ainsi que les répétitions de liens vers un même terme.
- Les liens externes sont à placer uniquement dans une section « Liens externes », à la fin de l'article. Ces liens sont à choisir avec parcimonie suivant les règles définies. Si un lien sert de source à l'article, son insertion dans le texte est à faire par les notes de bas de page.
- La présentation des références doit suivre les conventions bibliographiques. Il est recommandé d'utiliser les modèles {{Ouvrage}}, {{Chapitre}}, {{Article}}, {{Lien web}} et/ou {{Bibliographie}}. Le mode d'édition visuel peut mettre en forme automatiquement les références.
- Insérer une infobox (cadre d'informations à droite) n'est pas obligatoire pour parachever la mise en page.

Pour une aide détaillée, merci de consulter Aide:Wikification.
Si vous pensez que ces points ont été résolus, vous pouvez retirer ce bandeau et améliorer la mise en forme d'un autre article.
Marina Seresesky, née le 20 décembre 1969 à Buenos Aires, est une réalisatrice de cinéma, scénariste et actrice argentine.

## Trajectoire partielle

### Encore une danse - 2023
Argentine-Espagne, 2023. Scénario et réalisation: Marina Seresesky. Distribution: Darío Grandinetti, Mercedes Morán, Jorge Marrale, Pastora Vega, Agostina Pozzi, Lautaro Zera, Marcelo Xicarts et Carolina Sobisch. Photographie: Federico Rivarés. Musique originale: Nicolás Gerschberg (interprétée par Escalandrum). Société distributrice: Star. Durée: 99 minutes. Carlos (Darío Grandinetti) est un argentin résidant depuis longtemps en Espagne, où il a formé une famille avec son épouse Elvira (Pastora Vega) et sa fille déjà adulte. Autrefois danseur de tango très réputé, maintenant devenu acteur de séries, le protagoniste reçoit un appel et s'envole d'urgence à Buenos Aires. On lui a dit que Margarita (Mercedes Morán), qui fût sa partenaire artistique (et occasionnellement amoureuse), était morte. Mais, après les obsèques, son vieil ami Pichuquito (Jorge Marrale) l'emmène à un club de quartier où non seulement il la retrouve vivante mais elle l'informe qu'elle a eu de lui un fils, âgé de presque 40 ans, qui habite à Mendoza et qu'elle veut retrouver.

### Le jamais vu - 2019
Le jamais vu est un film comique de 2019 réalisé par Marina Seresesky, avec Carmen Machi, Pepón Nieto, Jon Kortajarena, Montse Pla, Jimmy Castro, Malcolm T. Sitté, Ricardo Nkosi et Kiti Mánver entre autres. Il a été tourné dans la commune de Uztarroz, en Navarre, Espagne

### La porte ouverte - 2016
Le projet du film voit le jour pendant la représentation de l'oeuvre de théâtre Août en 2014 dans le théâtre Valle-Inclán de Madrid, à laquelle participe Seresesky au côté de Carmen Machi et Amparo Baró. Seresesky écrit le scénario en pensant à ces actrices. La maladie qui emportera Baró l'oblige à remplacer celle-ci - sur proposition de Amparo - par Terele Pávez. Le film traite de la maternité et des soins aux personnes dans leurs multiples aspects, dans le cadre d'une "corrala" (immeuble populaire à galeries extérieures) madrilène où vivent plusieurs prostituées. Le film fusionne le drame le plus sordide avec la comédie et l'espoir.

### Le mariage - 2012 (court métrage)
Ce court métrage de fiction est issu du documentaire de l'auteur Mères 0,15 la minute, qui parle de six femmes qui habitent à Madrid mais sont originaires de différentes parties du monde, ont des enfants à l'étranger et font toute l'éducation à distance. L'histoire du mariage est inspirée d'une histoire réelle racontée à Seresesky par une femme immigrante. Dans Le mariage, la protagoniste est Mirta, cubaine qui a émigré à Madrid et qui gagne sa vie en faisant des ménages. Le jour du mariage de sa fille, rien ne se passe comme prévu et arriver au mariage devient une tâche impossible.

## Filmographie

### Réalisatrice
- 2025 - Îles (long-métrage)
- 2024 - Sans instructions (long-métrage)
- 2023 - Encore une danse (long-métrage)
- 2019 - Le Jamais vu (long-métrage)
- 2016 - La porte ouverte (long-métrage)
- 2012 - Le mariage (court)
- 2010 - Le cortège (court)

### Scénariste
- 2025 - Îles (long-métrage)
- 2023 - Encore une danse (long-métrage)
- 2019 - Le Jamais vu (long-métrage)
- 2016 - La porte ouverte (long-métrage)
- 2012 - Le mariage (court)
- 2010 - Le cortège (court)

### Actrice
- 2009 - MIR (TV Séries)
- 2009 - Je ne sais pas qui tu es (2009)
- 2002 - Entre avril et juillet
- 1998 - Secrets partagés

### Prix
- 2012 - Meilleur film de fiction pour Le Mariage, Arouca Film Festival, le Portugal.
- 2012 - Mention spéciale pour Le Mariage, Tirana International Film Festival
- 2013 - Meilleur réalisation et Prix du public pour Le Mariage, New York City Short Film Festival.
- 2016 - Prix du Public pour La porte ouverte, Transylvanie International Film Festival.
- 2017 - Meilleure actrice, Union d'Acteurs (l'Espagne), à Carmen Machi pour La porte ouverte.
- 2017 - Prix meilleur film, scénario et meilleur acteur (Carmen Machi), pour La porte ouverte, Festival international de Aswan, Égypte.
- 2023 - Prix du public, prix du meilleur acteur dans un second rôle (Jorge Marrale), Festival de Málaga[1]